# 阿爾西德·道比尼
阿爾西德·德薩林·道比尼（法語：Alcide Dessalines d'Orbigny，1802年9月6日—1857年6月30日）是一名法國自然歷史學家，在許多領域中做出了重大的貢獻，包括動物學、病理學、古生物學、地質學、考古學和人類學。
道比尼出生於法國库埃龙，父親是一名船醫，同時也是一名業餘自然學家。 1820年，道比尼全家搬到拉羅謝爾，他開始對自然歷史產生興趣，研究起海洋生物，特別是微生物，他稱之為“有孔蟲”。
到了巴黎，他成為地質學家Pierre Louis Antoine Cordier和喬治·居維葉的門徒。 他一生遵循著居維葉的災變論，堅持反對拉馬克的拉馬克主義。

## 南美洲時期
道比尼於1826年到1833年去南美洲做研究。他訪問了巴西、阿根廷、巴拉圭、智利、玻利維亞、秘魯、厄瓜多爾和哥倫比亞，然後帶著超過一萬個自然史標本回到法國。他把他部分的研究結果描述在書裡。其他標本則由博物館的動物學家描述。
他的同輩達爾文也在1832年抵達南美洲。達爾文抱怨道奧比尼可能把所有好東西都收集完了，但達爾文後來又說道比尼的航行為“最重要的研究”。他們互相對照，道比尼也描述了一些達爾文的標本。
他於1834年獲得巴黎地理學會所頒發的金獎。南美全齒目的一個屬 Alcidedorbignya 以他的名字來命名。

## 1840年以後
1840年，道比尼開始整理對法國化石的描述，並出版LaPaléontologieFrançaise（8卷）。1849年，他出版了密切相關的Prodrome de Paléontologie Stratigraphique，作為“地層古生物學的前言”，其中他描述了近一萬八千種化石，並與生物地層學做比較，建立年代地層單位的階。
1853年，他成為法國自然史博物館的古生物學教授，並出版有關於古生物學和動物學的 Cours élémentaire 。道比尼系列的收藏品位於Salle d'Orbigny，經常有專家前來參觀。
他描述了年代地層單位，並定義了許多地層單位，至今仍然作為地層參考。他於塞納河畔靠近巴黎的小鎮上逝世。